# Pau Echaniz
Pour les articles homonymes, voir Echaniz.
Pau Echaniz est un kayakiste espagnol né le 29 mai 2001 à Saint-Sébastien, au Pays basque. Il a remporté la médaille de bronze du K1 masculin aux Jeux olympiques d'été de 2024, organisés à Paris.